# Bromley (Alabama)
Bromley es un área no incorporada en el condado de Baldwin, Alabama, Estados Unidos.

## Historia
Una oficina de correos operó bajo el nombre de Bromley desde 1881 hasta 1938.
La Little Red Schoolhouse, también conocida como The Blakely School, fue una Escuela Rosenwald construida en Bromley en 1920. La escuela se cerró en 1950 y el edificio se trasladó a Bay Minette. Desde entonces ha sido restaurado y ahora se utiliza para demostraciones de historia viva.